# 第22回全日本吹奏楽コンクール
第22回全日本吹奏楽コンクールは、1974年に開かれた「全日本吹奏楽コンクール」の第22回大会である。この記事では、大会の概要と詳細、結果について記す。

## 概要
- 開催会場 神戸文化ホール 大ホール
- 開催県（所属支部） 兵庫県（関西支部）
- 開催日 1974年11月4日（月）、5日（火）
- 開催部門 全部門
- 表賞 グループ表彰（●金賞・●銀賞・●銅賞）
- 課題曲
  - A 吹奏楽のためのシンフォニア（小林徹）
  - B 高度な技術への指標（河辺公一）

## 詳細
1974年に開催された全日本吹奏楽コンクールの第22回大会。この年は1970年から採用されたグループ表彰で、5出5金が達成される年でもあった。5出5金とは、5年連続全国大会出場でさらに5年連続金賞受賞すると翌年の全国大会は欠場する制度である。実際、5団体が5出5金を達成した。その5団体は翌年、招待演奏を行った。当時は5出5金を達成すると、翌年の全国大会で特別に招待演奏が出来た。なお、その5団体とは「豊島区立第十中学校」、「西宮市立今津中学校」、「関西学院大学応援団総部吹奏楽部」、「ブリヂストンタイヤ久留米工場吹奏楽団」、「蒲郡市吹奏楽団」の5団体である。また、天理高等学校も金賞を受賞すれば5出5金を達成出来るはずだったが、難課題曲の「高度な技術への指標」を選んで銀賞であった。また、尼崎市吹奏楽団も金賞を受賞すれば5出5金であったが、天理高校と同じく「高度な技術への指標」を選んで銀賞に終わったため5出5金の達成はならなかった。尼崎市吹奏楽団は1979年に開かれた第27回全日本吹奏楽コンクールでも金賞を受賞すれば5出5金を達成するはずだったが、この年も銀賞である。そのために、尼崎市吹奏楽団は5出5金のチャンスを2回とも逃し、5出5金の達成はなかった。
この年の高校の部で、今では吹奏楽の名門「大阪府立淀川工業高等学校」（現：大阪府立淀川工科高等学校）が初出場した年でもある（結果は銀賞）。また、全国大会の常連校である「秋田県立秋田南高等学校」も初出場している（結果は銀賞）。
なお、この年の初出場は「那覇市立石田中学校」（金賞）、「西宮市立上甲子園中学校」（銀賞）、「三木市立三木中学校」（銀賞）、「兵庫県立兵庫高等学校」（銀賞）、「群馬県立前橋商業高等学校」（銀賞）、「大阪府立淀川工業高等学校」（銀賞）、「秋田県立秋田南高等学校」（銀賞）、「札幌光星高等学校」（銀賞）、「琉球大学吹奏楽部」（銀賞）、「電電東京吹奏楽団」（銀賞）、「MSC吹奏楽団」（銀賞）の11団体である。

## 結果

### 中学の部
| 順 | 団体名                 | 課題曲 | 自由曲                                                                                  | 指揮者     | 代表支部            | 賞 |
| 1  | 八戸市立湊中学校       | A      | 交響詩「ティル・オイレンシュピーゲルの愉快ないたずら」 （リヒャルト・シュトラウス作曲） | 新井山雅行 | 東北支部 青森県     | ●  |
| 2  | 糸魚川市立糸魚川中学校 | B      | 狂詩曲「ジェリコ」 （モートン・グールド作曲）                                           | 福田伊治   | 関東支部 新潟県     | ●  |
| 3  | 春江町立春江中学校     | B      | トッカータ （ジローラモ・フレスコバルディ作曲）                                         | 坪田健夫   | 北陸支部 福井県     | ●  |
| 4  | 出雲市立第一中学校     | A      | 序曲「ローマの謝肉祭」 （エクトル・ベルリオーズ作曲）                                   | 渡部修明   | 中国支部 島根県     | ●  |
| 5  | 松山市立拓南中学校     | A      | 交響詩「呪われた狩人」 （セザール・フランク作曲）                                       | 吉田雅彦   | 四国支部 愛媛県     | ●  |
| 6  | 那覇市立石田中学校     | A      | 交響曲第4番より第4楽章 （ピョートル・チャイコフスキー作曲）                             | 大城政明   | 西部支部 沖縄県     | ●  |
| 7  | 豊島区立第十中学校     | A      | 幻想交響曲より V.サバトの夜の夢 （エクトル・ベルリオーズ作曲）                          | 酒井正幸   | 東京支部 東京都     | ●  |
| 8  | 西宮市立今津中学校     | B      | トッカータとフーガ ニ短調 （ヨハン・ゼバスティアン・バッハ作曲・木村吉宏編曲）          | 得津武史   | 関西支部 兵庫県     | ●  |
| 9  | 富士吉田市立明見中学校 | A      | 朝鮮民謡による変奏曲 （ジョン・バーンズ・チャンス作曲）                                 | 平野廣海   | 関東支部 山梨県     | ●  |
| 10 | 蒲郡市立蒲郡中学校     | A      | 交響曲第6番「悲愴」より 第4楽章 （ピョートル・チャイコフスキー作曲）                    | 小川和人   | 東海支部 愛知県     | ●  |
| 11 | 秋田市立山王中学校     | A      | スペイン奇想曲より 第3、4、5楽章 （ニコライ・リムスキー＝コルサコフ作曲・木内博編曲）   | 木内博     | 東北支部 秋田県     | ●  |
| 12 | 旭川市立常盤中学校     | A      | トッカータとフーガ ニ短調 （ヨハン・ゼバスティアン・バッハ作曲・木村吉宏編曲）          | 戸浪扶     | 北海道支部 旭川地区 | ●  |
| 13 | 西宮市立上甲子園中学校 | B      | バレエ組曲「シルヴィア」より バッカスの行進と行列 （レオ・ドリーブ作曲）                | 南広高     | 関西支部 兵庫県     | ●  |
| 14 | 三木市立三木中学校     | B      | 組曲「惑星」より 木星 （グスターヴ・ホルスト作曲）                                      | 長谷川知   | 関西支部 兵庫県     | ●  |
| 15 | 滝川市立江陵中学校     | A      | 楽劇「神々の黄昏」より ジークフリートの葬送行進曲 （リヒャルト・ワーグナー作曲）        | 松浦真     | 北海道支部 空知地区 | ●  |
| -- | ---------------------- | ------ | --------------------------------------------------------------------------------------- | ---------- | ------------------- | -- |

### 高校の部
| 順 | 団体名                     | 課題曲 | 自由曲 | 指揮者   | 代表支部            | 賞 |
| 1  | 富山県立富山商業高等学校   | B      | 歌劇「タンホイザー」序曲 （リヒャルト・ワーグナー作曲）                                                      | 坪島照信 | 北陸支部 富山県     | ●  |
| 2  | 北海道滝川高等学校         | A      | 歌劇「サムソンとデリラ」より バッカナール （カミーユ・サン＝サーンス作曲）                                   | 広瀬文彦 | 北海道支部 空知地区 | ●  |
| 3  | 沖縄県立首里高等学校       | A      | 歌劇「ローエングリン」より エルザの大聖堂への行列 （リヒャルト・ワーグナー作曲）                             | 崎山用豊 | 西部支部 沖縄県     | ●  |
| 4  | 名古屋電気工業高等学校     | A      | 第七の封印 （フランシス・マクベス作曲）                                                                      | 松井郁雄 | 東海支部 愛知県     | ●  |
| 5  | 玉川学園高等部             | A      | 組曲「惑星」より 木星 （グスターヴ・ホルスト作曲）                                                           | 高浪晋一 | 東京支部 東京都     | ●  |
| 6  | 兵庫県立兵庫高等学校       | A      | 朝鮮民謡による変奏曲 （ジョン・バーンズ・チャンス作曲）                                                      | 吉永陽一 | 関西支部 兵庫県     | ●  |
| 7  | 天理高等学校               | B      | 「ハムレット」への音楽より エルシノア城、俳優たちの入場、クローディアス王の宮中 （アルフレッド・リード作曲） | 谷口眞   | 関西支部 奈良県     | ●  |
| 8  | 群馬県立前橋商業高等学校   | A      | 吹奏楽のための木挽歌 （小山清茂作曲）                                                                        | 大木隆明 | 関東支部 群馬県     | ●  |
| 9  | 秋田県立花輪高等学校       | B      | 組曲「展覧会の絵」 （モデスト・ムソルグスキー作曲）                                                          | 佐藤修一 | 東北支部 秋田県     | ●  |
| 10 | 大阪府立淀川工業高等学校   | B      | リシルド序曲 （ガブリエル・パレ作曲）                                                                        | 丸谷明夫 | 関西支部 大阪府     | ●  |
| 11 | 秋田県立秋田南高等学校     | A      | 交響組曲「シェエラザード」より 第2楽章 （ニコライ・リムスキー＝コルサコフ作曲）                              | 高橋紘一 | 東北支部 秋田県     | ●  |
| 12 | 香川県立観音寺第一高等学校 | A      | 交響詩「わが祖国」より モルダウ （ベドルジハ・スメタナ作曲・糠坂泰男編曲）                                   | 村山英一 | 四国支部 香川県     | ●  |
| 13 | 千葉県立銚子商業高等学校   | A      | トッカータとフーガ ニ短調 （ヨハン・ゼバスティアン・バッハ作曲）                                             | 小澤俊朗 | 関東支部 千葉県     | ●  |
| 14 | 札幌光星高等学校           | A      | 第2組曲より ファンファーレ、スケルツォ （ロバート・ジェイガー作曲）                                          | 坂井繁   | 北海道支部 札幌地区 | ●  |
| 15 | 広島市立基町高等学校       | A      | 古典序曲 （フランソワ＝ジョセフ・ゴセック作曲）                                                              | 増広卓三 | 中国支部 広島県     | ●  |
| -- | -------------------------- | ------ | --- | -------- | ------------------- | -- |

### 大学の部
| 順 | 団体名                                             | 課題曲 | 自由曲                                                                | 指揮者     | 代表支部          | 賞 |
| 1  | 三重大学吹奏楽団                                   | A      | 平和の祭り （ロジャー・ニクソン作曲）                                 | 沖公智     | 東海支部 三重県   | ●  |
| 2  | 神奈川大学吹奏楽部                                 | B      | アレキーノ （L.J.ブルーネリ作曲）                                     | 谷口剛範   | 関東支部 神奈川県 | ●  |
| 3  | 東北学院大学シンフォニック・ウインド・アンサンブル | B      | ダイヤモンド・ヴァリエーション （ロバート・ジェイガー作曲）           | 鹿野浩一   | 東北支部 宮城県   | ●  |
| 4  | 金井学園吹奏楽団                                   | B      | 吹奏楽のための交響曲より 第2・3楽章 （ロバート・ジェイガー作曲）      | 畑中好哉   | 北陸支部 福井県   | ●  |
| 5  | 琉球大学吹奏楽部                                   | A      | プレリュード、コラールとフーガ （ヨハン・ゼバスティアン・バッハ作曲） | 諸見川利雄 | 西部支部 沖縄県   | ●  |
| 6  | 関西学院大学応援団総部吹奏楽部                     | A      | 交響的断章 （ヴァーツラフ・ネリベル作曲）                             | 白井真一   | 関西支部 兵庫県   | ●  |
| 7  | 駒澤大学吹奏楽部                                   | B      | 組曲「ハーリ・ヤーノシュ」 （ゾルターン・コダーイ作曲・上埜孝編曲）   | 上埜孝     | 東京支部 東京都   | ●  |
| -- | -------------------------------------------------- | ------ | --------------------------------------------------------------------- | ---------- | ----------------- | -- |

### 職場の部
| 順 | 団体名                               | 課題曲 | 自由曲                                                     | 指揮者     | 代表支部            | 賞 |
| 1  | 三井造船玉野造船所吹奏楽部           | B      | 聖歌と祭り （フランシス・マクベス作曲）                    | 植田能生   | 中国支部 岡山県     | ●  |
| 2  | 日本電気玉川吹奏楽団                 | B      | 聖歌と祭り （フランシス・マクベス作曲）                    | 小沢一郎   | 関東支部 神奈川県   | ●  |
| 3  | 新日鐵室蘭吹奏楽団                   | A      | 歌劇「運命の力」序曲 （ジュゼッペ・ヴェルディ作曲）        | 村田清治   | 北海道支部 日胆地区 | ●  |
| 4  | 高松市役所吹奏楽団                   | B      | シンフォニア・ノビリッシマ （ロバート・ジェイガー作曲）    | 川元義秀   | 四国支部 香川県     | ●  |
| 5  | 阪急百貨店吹奏楽団                   | B      | 喜歌劇「ジプシー男爵」 （ヨハン・シュトラウスII世作曲）    | 鈴木竹男   | 関西支部 大阪府     | ●  |
| 6  | 福井銀行吹奏楽団                     | B      | シンフォニア・ノビリッシマ （ロバート・ジェイガー作曲）    | 武曽豊治   | 北陸支部 福井県     | ●  |
| 7  | 電電東京吹奏楽団                     | A      | シンフォニア・ノビリッシマ （ロバート・ジェイガー作曲）    | 小野照三   | 東京支部 東京都     | ●  |
| 8  | ブリヂストンタイヤ久留米工場吹奏楽団 | A      | 歌劇「売られた花嫁」序曲 （ベドルジハ・スメタナ作曲）      | 小山卯三郎 | 西部支部 福岡県     | ●  |
| 9  | 新日本製鉄釜石製鉄所吹奏楽団         | A      | 交響曲第2番より 第1楽章 （アレクサンドル・ボロディン作曲） | 西村昌次   | 東北支部 岩手県     | ●  |
| 10 | 新日鐵名古屋吹奏楽団                 | A      | ジュビラント序曲 （アルフレッド・リード作曲）              | 平田惣一   | 東海支部 愛知県     | ●  |
| -- | ------------------------------------ | ------ | ---------------------------------------------------------- | ---------- | ------------------- | -- |

### 一般の部
| 順 | 団体名               | 課題曲 | 自由曲                                                                           | 指揮者   | 代表支部            | 賞 |
| 1  | 尼崎市吹奏楽団       | B      | 歌劇「どろぼうかささぎ」序曲 （ジョアキーノ・ロッシーニ作曲）                    | 辻井清幸 | 関西支部 兵庫県     | ●  |
| 2  | MSC吹奏楽団          | A      | プロローグ・アンド・ページェント （ジャレド・スピアーズ作曲）                    | 黒岩汪介 | 九州支部 福岡県     | ●  |
| 3  | 瑞穂青少年吹奏楽団   | B      | シンフォニア・ノビリッシマ （ロバート・ジェイガー作曲）                          | 牟田久寿 | 東京支部 東京都     | ●  |
| 4  | 舟入高校OB吹奏楽団   | A      | 小交響曲「ディヴァージェンツ」 （フランシス・マクベス作曲）                      | 井尻勝   | 中国支部 広島県     | ●  |
| 5  | 富士吉田吹奏楽団     | B      | 大いなる秋田より 第1楽章“黎明" （石井歓作曲）                                    | 和田昭二 | 関東支部 山梨県     | ●  |
| 6  | 横手吹奏楽団         | B      | ファンタジア ト短調 （ヨハン・ゼバスティアン・バッハ作曲）                       | 小川文男 | 東北支部 秋田県     | ●  |
| 7  | 蒲郡市吹奏楽団       | A      | ハンガリー狂詩曲第2番 （フランツ・リスト作曲）                                   | 中井勝   | 東海支部 愛知県     | ●  |
| 8  | 旭川市青少年吹奏楽団 | A      | 楽劇「神々の黄昏」より ジークフリートの葬送行進曲 （リヒャルト・ワーグナー作曲） | 松浦欣也 | 北海道支部 旭川地区 | ●  |
| -- | -------------------- | ------ | -------------------------------------------------------------------------------- | -------- | ------------------- | -- |